# 두 줄기 눈물 속에
"두 줄기 눈물 속에"는 1971년 공개된 대한민국의 영화이다.

## 배역
- 최무룡
- 윤정희